# Adelopsyche
Adelopsyche este un gen de insecte lepidoptere din familia Cossidae.

Cladograma conform Catalogue of Life:
| Adelopsyche | \| \| Adelopsyche frustans \| \| \| \| \| \| Adelopsyche phobifera \| \| \| \| |
|             | \| \| Adelopsyche frustans \| \| \| \| \| \| Adelopsyche phobifera \| \| \| \| |
|             | Adelopsyche frustans                                                           |
|             |                                                                                |
|             | Adelopsyche phobifera                                                          |
|             |                                                                                |